# ダーン・ディエルクス
ダーン・ディエルクス（Daan Dierckx, 2003年2月24日 - ）は、ベルギー・フラームス＝ブラバント州ルーヴェン出身のサッカー選手。セリエA・パルマ・カルチョ1913所属。ポジションはDF。

## クラブ経歴
ユース時代はKRCヘンクで過ごし、2020年12月19日にパルマ・カルチョ1913と3年契約を締結。2021年1月17日のUSサッスオーロ・カルチョ戦でプロデビューを果たした。

## 代表歴
2018年からユース世代のベルギー代表に招集されている。